# Schwarzbier
Cerveja preta ou cerveja negra é um tipo de cerveja alemã (em alemão Schwarzbier).  Tem uma coloração opaca e escura, com um sabor semelhante ao do café ou do chocolate preto. É robusta, pois é feita de malte torrado, o que lhe dá a cor escura.

## Características
Os Schwarzbiers são feitos usando um método de fermentação fresco, que os classifica como lager, embora historicamente a fermentação quente tenha sido usada. O teor alcoólico geralmente varia de 4,1% a 5%. Eles obtêm sua cor escura do uso de maltes particularmente escuros ou extrato de malte assado na fabricação de cerveja. O malte, por sua vez, obtém sua cor durante o processo de torrefação.
Seu sabor pode variar entre amargo e ligeiramente doce.

## História
As raízes da cerveja preta estão na Turíngia e na Saxônia. A mais antiga cerveja preta conhecida é Braunschweiger Mumme ("Brunswick Mum") fabricada desde a Idade Média, a primeira menção documentada é de 1390 em Braunschweig. Na Turíngia a primeira menção documentada é da cervejaria Köstritzer de 1543, uma cervejaria que Mais tarde, começou a produzir cerveja preta, e ainda hoje produz. A atual Alemanha Oriental tem muitas variedades exclusivas deste estilo de cervejarias regionais.